# The Soul of Bronze
The Soul of Bronze è un film muto del 1921 diretto da Harry Houdini. Uscito nelle sale il novembre 1921, il film venne prodotto dalla Houdini Picture Corporation.